# أوتيس جي. بايك
أوتيس جي. بايك (بالإنجليزية: Otis G. Pike) (و. 1921 – 2014 م) هو سياسي، وقاضي، ومحامي أمريكي، ولد في نيويورك، كان عضوًا في الحزب الديمقراطي، توفي عن عمر يناهز 93 عاماً.

## مناصب
تولى منصب عضو مجلس النواب الأمريكي
.

## التعليم
تعلم في جامعة برنستون، وتعلم في كلية الحقوق بجامعة كولومبيا
.

## الخدمة العسكرية
خدم في قوات مشاة بحرية الولايات المتحدة.